# Nhân loại học

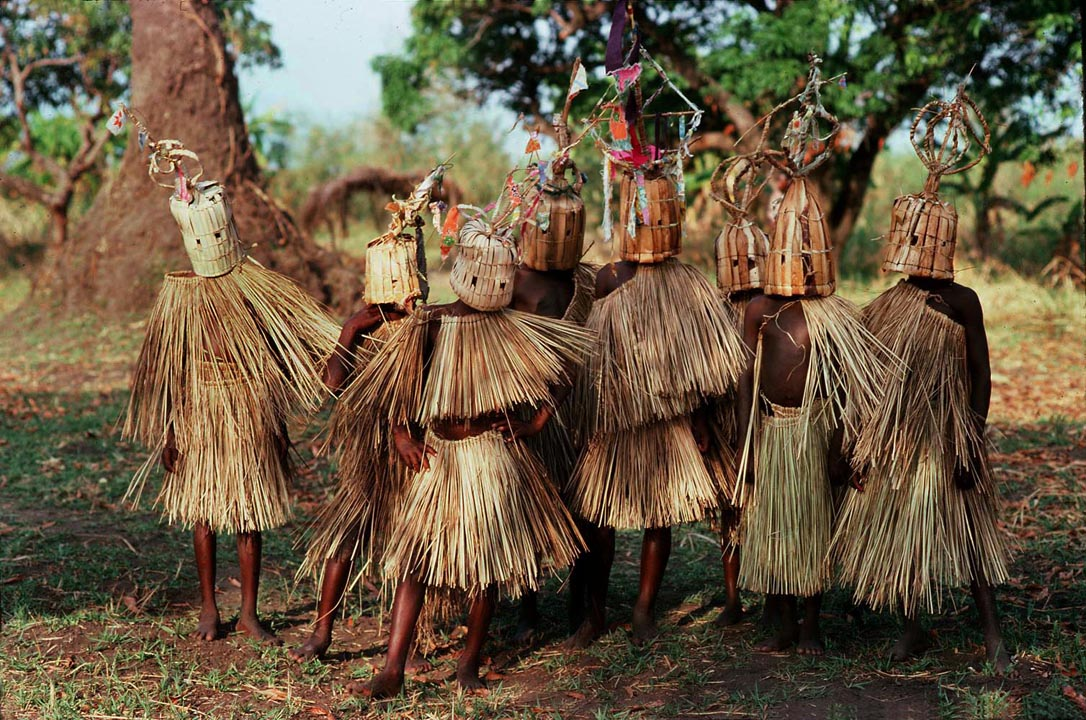
Các thổ dân ở Malawi, châu Phi.

Nhân học (anthropology) là ngành khoa học nghiên cứu nhiều khía cạnh của loài người trong các xã hội quá khứ và hiện tại. Nhân loại học xã hội và Nhân học văn hóa nghiên cứu các chuẩn mực và giá trị xã hội. Nhân học ngôn ngữ nghiên cứu về cách mà ngôn ngữ tác động tới đời sống xã hội. Nhân học sinh học hay Nhân học hình thể nghiên cứu về sự phát triển sinh học của con người.
Khảo cổ học, lĩnh vực nghiên cứu văn hóa nhân loại trong quá khứ thông qua khảo cứu các chứng tích thể lý, được coi là một nhánh của nhân học tại Hoa Kỳ, trong khi tại châu Âu, nó được coi là một ngành riêng biệt hoặc được nhóm vào ngành khác như lịch sử.
Trong các tiếng châu Âu, thuật ngữ "nhân học" bắt nguồn từ các từ trong tiếng Hy Lạp là anthropos có nghĩa là "con người" và logos có nghĩa là "nghiên cứu". Tại Việt Nam, nhân  học còn được gọi là nhân chủng học nhưng cần lưu ý đây còn là một tên gọi khác của phân ngành nhân học hình thể.

## Phân ngành
Nhân học thường được phân ra thành 4 phân ngành cơ bản là 
- Nhân học hình thể (physical anthropology, anthropologie physique)
- Nhân học văn hoá-xã hội (socio-cultural anthropology, anthropologie socio-culturelle) tổng hợp từ hai nhánh nghiên cứu từ Mỹ và Anh là Nhân học văn hoá (cultural anthropology, anthropologie culturelle) và Nhân học xã hội (social anthropology, anthropologie sociale). Ngành Dân tộc học, đặc biệt là ở Việt Nam, thường được coi như tương đương với phân ngành nhân học văn hoá-xã hội. Tuy nhiên, lưu ý rằng mục tiêu của hai ngành học về cơ bản là khác nhau.
- Khảo cổ học (archeology, archéologie)
- Nhân học ngôn ngữ (Linguistic anthropology, Anthropologie linguistique).

Khoảng từ sau Chiến tranh thế giới thứ hai trở lại đây, nhiều phân ngành mới đã hình thành như nhân học ứng dụng. Nhân học ứng dụng tập hợp các nhà nhân học làm việc trong các lĩnh vực khác nhau. Họ tìm cách ứng dụng các lý thuyết nhân học vào giải thích và giải quyết các vấn đề cụ thể: lĩnh vực phát triển, nông nghiệp và phát triển nông thôn, y tế và sức khỏe... Điều này tạo ra các phân ngành của nhân học ứng dụng như
- Nhân học y tế
- Nhân học sinh thái và môi trường
- Nhân học kinh tế
- Nhân học đô thị
- Nhân học phát triển
- Nhân học giáo dục

Tuy có những khác biệt về đối tượng, mục đích và cách tiếp cận nghiên cứu cụ thể nhưng tất cả các phân ngành của nhân học đều có mối quan hệ với nhau, đều cố gắng hiểu bản chất sinh học và văn hoá của con người, đều nhấn mạnh tới vai trò của văn hoá và các phương pháp tiếp cận được áp dụng đều mang tính so sánh. Một trong số các phương pháp thường dùng trong nghiên cứu là Dân tộc ký.

## Tại Việt Nam
Trường Đại học Khoa học Xã hội và Nhân văn (của Đại học Quốc gia Hà Nội và Đại học Quốc gia Thành phố Hồ Chí Minh) đã thành lập khoa/ngành Nhân học trên cơ sở ngành dân tộc học (ethnology) trước đây.